# Józef Olszewski
Józef Olszewski (* 3. Dezember 1916 in Łódź; † 9. Januar 2002) war ein Politiker der Polnischen Vereinigten Arbeiterpartei PZPR (Polska Zjednoczona Partia Robotnicza) in der Volksrepublik Polen, der unter anderem zwischen 1948 und 1949 Botschafter in der Tschechoslowakei sowie von 1952 bis 1965 Mitglied des Sejm war.

## Leben

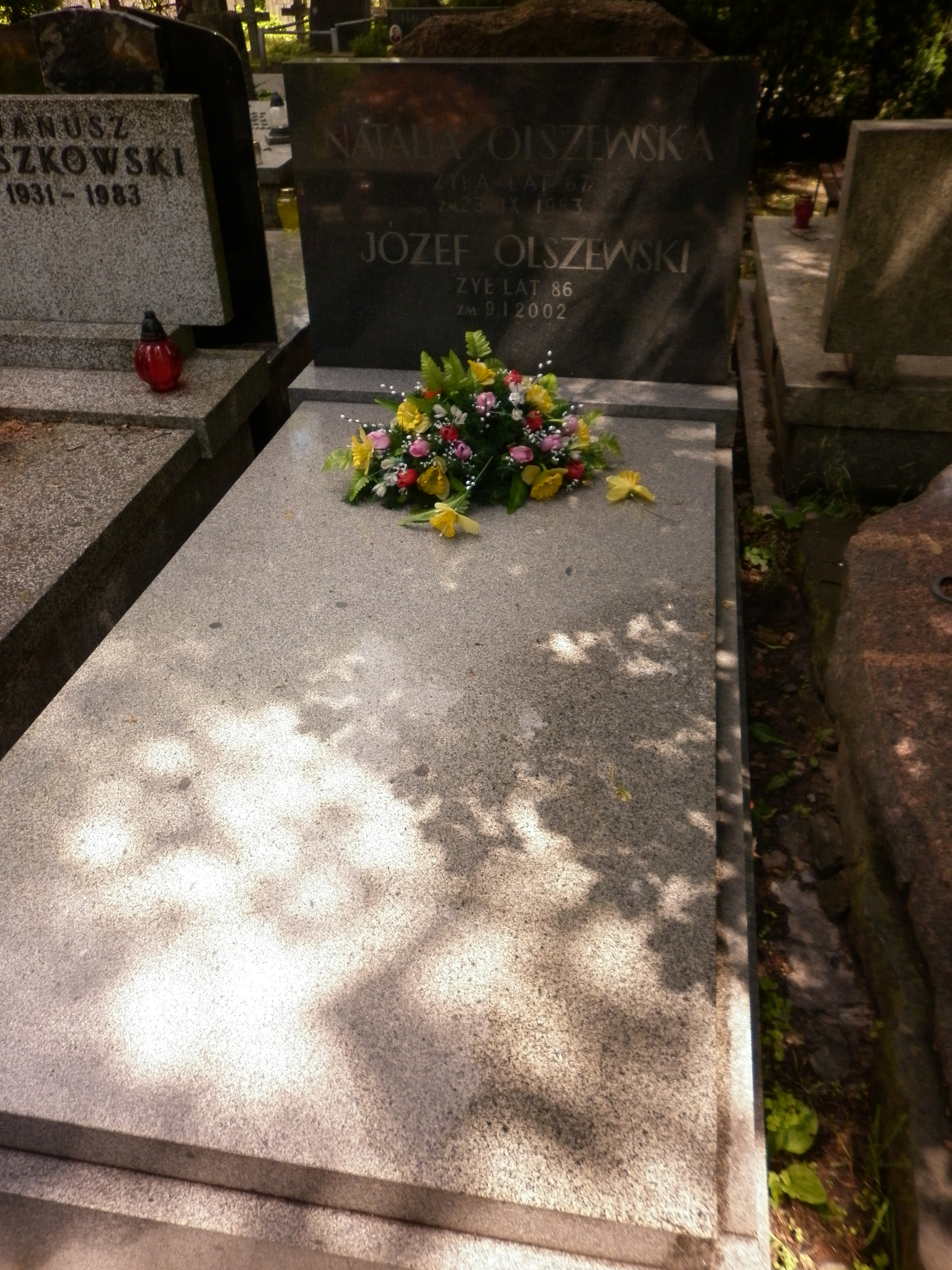
Grabstätte auf dem Warschauer Powązki-Militärfriedhof

Józef Olszewski war Aktivist im Kommunistischen Polnischen Jugendverband KZMP (Komunistyczny Związek Młodzieży Polski), der Jugendorganisation der Kommunistischen Partei Polens KPP (Komunistyczna Partia Polski) und der Kommunistischen Partei Polens (1918–1938) KPP (Komunistyczna Partia Polski). Während des Zweiten Weltkrieges befand er sich in der Sowjetunion, wo er sich für die Polnische Arbeiterpartei PPR (Polska Partia Robotnicza), die am 5. Januar 1942 im Untergrund in Warschau gegründet worden war, sowie den im März 1943 gegründeten Bund Polnischer Patrioten ZPP (Związek Patriotów Polskich) engagierte. Nach Kriegsende wurde er am 9. März 1948 Nachfolger von Roman Adam Staniewicz Botschafter in der Tschechoslowakei und bekleidete diese Funktion bis zum 7. März 1949, woraufhin Leonard Borkowicz ihn ablöste. Auf dem I. (Gründungs-)Parteitag der Polnischen Vereinigten Arbeiterpartei PZPR (Polska Zjednoczona Partia Robotnicza) (15. bis 22. Dezember 1948) wurde er erstmals Mitglied des ZK und gehörte diesem Führungsgremium der Partei nach seinen Bestätigungen auf dem II. Parteitag (10. bis 17. März 1954), auf dem III. Parteitag (10. bis 19. März 1959) sowie auf dem IV. Parteitag (15. bis 20. Juni 1964) bis zum V. Parteitag (11. bis 16. November 1968) zwanzig Jahre lang an.
Olszewski war des Weiteren zwischen 1950 und 1957 Erster Sekretär des PZPR-Komitees von Katowice. Er wurde am 20. November 1952 für die PZPR erstmals Mitglied des Sejm und vertrat in diesem während der ersten Legislaturperiode bis zum 20. November 1956 den Wahlkreis Nr. 53 Bytom. In der darauf folgenden zweiten Legislaturperiode vertrat er zwischen dem 20. Februar 1957 und dem 17. Februar 1961 den Wahlkreis Nr. 81 Bytom sowie schließlich in der dritten Legislaturperiode vom 15. Mai 1961 bis zum 31. März 1965 den Wahlkreis Nr. 21 Bytom. Er war in der ersten bis dritten Legislaturperiode Mitglied des Ausschusses für auswärtige Angelegenheiten sowie in der zweiten und dritten Legislaturperiode zwischen 1957 und 1965 Vorsitzender des Ausschusses für Schwerindustrie, Chemie und Bergbau und zeitgleich auch Mitglied des Präsidiums der PZPR-Fraktion. 
Während der Zeit des Polnischen Oktober 1956 gehörte Józef Olszewski im Machtkampf innerhalb der PZPR der nach einem Komplex modernistischer Mietshäuser in der Ul. Puławska 24 und 26 in Warschau benannten „Pulawy“-Gruppe (Puławianie) unter Führung von Roman Zambrowski und Leon Kasman an, die hauptsächlich aus Intellektuellen und Aktivisten bestand, die im ersten Jahrzehnt Volkspolens aktiv waren. Die Pulawy-Fraktion stand in Opposition zur Natolin-Fraktion um Zenon Nowak, Wiktor Kłosiewicz, Hilary Chełchowski, Aleksander Zawadzki, Władysław Kruczek, Władysław Dworakowski, Kazimierz Mijal, Franciszek Mazur, Bolesław Rumiński, Franciszek Jóźwiak und Stanisław Łapot, die gegen die Liberalisierung des kommunistischen Systems war, und die nationalistische und antisemitische Parolen proklamierte, um in der PZPR an die Macht zu kommen. Danach fungierte er zwischen 1957 und 1964 als Leiter der Wirtschaftsabteilung des ZK sowie im Anschluss von 1964 bis 1968 als Stellvertretender Vorsitzender der Staatlichen Plankommission beim Ministerrat. 
Für seine Verdienste im Ausland wurde er 1947 Kommandeur Erster Klasse des dänischen Dannebrogordens sowie ebenfalls 1947 Großoffizier des tschechoslowakischen Ordens des Weißen Löwen. Er war mit Natalia Olszewska (1916–1983) verheiratet und wurde nach seinem Tode auf dem Warschauer Powązki-Militärfriedhof begraben.

## Veröffentlichungen
- Niepokój ziemi, 1967
- Ćwiczenie, 1975
- Źródło, 1985